# Carlos Graça
Carlos Alberto Monteiro Dias da Graça (22 de desembre de 1931 – 17 d'abril 2013) fou un escriptor i polític africà, primer ministre de São Tomé i Príncipe.

## Biografia
Va ser un dels cofundadors del Moviment per l'Alliberament de São Tomé i Príncipe (MLSTP). Després de la revolució dels clavells a Portugal el 25 d'abril de 1974 fou membre del govern de transició que preparà la independència de São Tomé i Príncipe. Després de la independència el 1975 fou nomenat Ministre d'Afers Socials. Va ser el primer fundador del MLSTP que es va oposar a la deriva del règim cap al marxisme-leninisme. Per aquesta raó va ser condemnat a 24 anys de presó i va haver d'exiliar de nou el 1977, convertint-se en un dels principals opositors al règim de Manuel Pinto da Costa. El 1987 Pinto da Costa li va oferir retornar a São Tomé, de cara a preparar la transició a la democràcia multipartidista. Va servir com a ministre d'afers exteriors de 1988 a 1990, alhora que era un dels principals redactors de la nova constitució democràtica i preparava les primeres eleccions lliures. Després de les eleccions legislatives de São Tomé i Príncipe de 1991 fou nomenat líder del MLSTP que va transformar en MLSTP/PSD. Va dirigir la victòria electoral del seu partit a les eleccions legislatives de São Tomé i Príncipe de 1994 i fou nomenat primer ministre, càrrec que va ocupar del 25 d'octubre de 1994 al 15 d'agost de 1995. Fou deposat temporalment del 15 al 21 d'agost de 1995 a causa d'un cop d'estat militar, després del qual es va restablir el govern civil i es va mantenir en el càrrec fins al 31 de desembre de 1995. Es presentà com a candidat independent a les eleccions presidencials de São Tomé i Príncipe de 1996 Se'l considea un dels principals arquitectes de la democràcia al seu país. Fou elegit cap del Comitè d'Afers Socials i al final del mandat en 2006 es va allunyar de la vida política activa.
També ha estat escriptor i participà en el VII Congrés Internacional de Metges Escriptors i Artistes Lusòfons, promogut per la União de Médicos Escritores e Artistas Lusófonos (UMEAL) a Lisboa, en setembre de 2010, plantejant-hi presidir el pròxim congrés a São Tomé. Per problemes de salud no va poder complir la proposta, i el congrés fou traslladat a Curitiba, Brasil. La seva salut es va afeblir més i va morir a Lisboa el 17 d'abril de 2013.

## Obres
- Ensaio sobre a condição humana - Instituto para a Democracia e o Desenvolvimento, 2004;
- João Paulo II Político - União UNEAS, 2007;
- Che Guevara, personagem mítico - IDD;
- Memórias políticas de um nacionalista santomense sui generis - UNEAS, 2012.